# Orgatec
Die Messe ORGATEC ist die internationale Leitmesse für Office und Objekt (engl. Titel: ORGATEC - Leading International Trade Fair for Office and Facility) und wird im zweijährlichen Turnus von der Koelnmesse auf dem Kölner Messegelände in Deutz veranstaltet.

## Ausstellungsangebot
Im Laufe der Zeit wurden neben den klassischen Büromöbeln sukzessive die gesamten Applikationen für eine funktionierende Verwaltung hinzugezogen. Das Angebot der ORGATEC umfasst heute die Bereiche Einrichtung/Ausstattung für Büro und Objekt; Licht/Beleuchtung; Bodenbelag; Akustik; Medientechnik; Objektplanung, -bau, -ausbau; Betrieb und Service; Büro-, Verwaltungsorganisation; Ordnungs-, Präsentationssysteme; Accessoires und Software.

## Besucherzielgruppen
Nutzer und Anwender von Büroeinrichtung. Planer von Büro- und Arbeitswelten – Architekten, Innenarchitekten und Designer – bilden den klassischen Großteil der Fachbesucher auf der ORGATEC, hinzu kommt der konventionelle Büromöbelfachhandel und das Facilitymanagement. Zugelassen ist nur Fachpublikum.

## Kommunikationsprogramm
Das Kommunikationsprogramm der ORGATEC umfasst unter anderem das so genannte Ultima Office Trendforum, in dem aktuelle Branchenthemen diskutiert werden, Kompetenzzentren zu den Themen Licht, Boden, Akustik, Medientechnik, Einrichtung sowie weitere zielgruppenorientierte Programmpunkten.

## Vergangene Veranstaltungen
An der ORGATEC 2014 beteiligten sich auf einer Bruttoausstellungsfläche von rund 105.000 m² (2012: 105.000 m²) 624 Unternehmen aus 41 Ländern (2012: 622 Unternehmen aus 35 Ländern). Darunter befanden sich 207 Aussteller und 5 zusätzlich vertretene Firmen aus Deutschland (2012: 225 Aussteller und 31 zusätzlich vertretene Firmen) sowie 409 Aussteller und 3 zusätzlich vertretene Unternehmen (2012: 359 Aussteller und 7 zusätzlich vertretene Unternehmen) – und damit 66 Prozent (2012: 59 Prozent) aus dem Ausland. Schätzungen für den letzten Messetag einbezogen, kamen mehr als 50.000 Fachbesucher aus 120 Ländern zur ORGATEC 2014 (2012: rund 50.000 Fachbesucher aus 123 Ländern), davon rund 52 Prozent (2012: 48 %) aus dem Ausland.*
- Alle Zahlen sind nach den Richtlinien der Gesellschaft zur Freiwilligen Kontrolle von Messe- und Ausstellungszahlen (FKM) berechnet und unterliegen der Kontrolle durch einen Wirtschaftsprüfer (www.fkm.de).

## Nächste Veranstaltung
Die ORGATEC findet im zweijährlichen Turnus auf dem Kölner Messegelände statt.

## Historie
Die ORGATEC ist hervorgegangen aus der Westdeutschen Büromöbelmesse, die erstmals im Jahr 1953 stattfand, mit 42 Ausstellern und 12.000 Besuchern.
Bis einschließlich 1967 wurde die Messe unter diesem Namen veranstaltet. In den Jahren 1969 bis 1975 fand sie unter dem Namen ORGATECHNIK – Ausstellung für Organisation und Technik in Büro und Betrieb – statt. Im Jahr 1976 wurde ein Turnuswechsel in die geraden Jahre und die Benennung in ORGATECHNIK – Internationale Büromesse Köln – vorgenommen. Seit 1990 wird der heute noch genutzte Markenname ORGATEC – Internationale Leitmesse für Office und Objekt – geführt.
Die ORGATEC hat sich zur globalen Messe für Office und Objekt entwickelt. Im Mittelpunkt stehen funktionelle und ergonomische Lösungen der Büroarbeit und -organisation.

## Best Office Award
Der Best Office Award (Eigenschreibweise: BEST OFFICE Award) ist ein Wirtschaftspreis, der von 2004 bis 2010 von Wirtschaftswoche und Koelnmesse im zweijährlichen Turnus anlässlich der Internationalen Fachmesse für Office und Object ORGATEC verliehen wurde. Zusammen mit dem wissenschaftlichen Partner, dem Institut für Arbeitswissenschaft der Technischen Universität Darmstadt (IAD), prämierte der Wettbewerb internationale Unternehmen für zukunftsweisende Bürokonzepte. Der BEST OFFICE Award wurde seit 2008 in zwei Kategorien vergeben. Jeweils ein Büroobjekt im Inland wie im Ausland wurde prämiert. Dabei richtete sich der Wettbewerb an alle Unternehmen unabhängig von ihrer Größe und ihrer Branche.

### Preisträger
- 2004
  - Deloitte & Touche, Düsseldorf
  - Universal Studios Networks, München
- 2006
  - BMW Werk Leipzig
  - Rehau AG + Co in Rehau

- 2008
  - Hellmann Worldwide Logistics, Osnabrück
  - Stockland Corporation, Sydney

- 2010
  - Solon SE, Berlin
  - voestalpine Stahl GmbH, Linz[4]